# Roca d'en Riera
La Roca d'en Riera es troba al Parc de la Serralada Litoral, concretament a Teià (el Maresme).
Es tracta d'un impressionant conjunt de boles granítiques apilades, el més gran del terme de Teià i probablement de tot el Parc. S'hi practica escalada: hi ha preses fixes a la superfície. Sovint s'hi troben rastres de guineus, ja que sembla que n'és un lloc corrent de pas. S'hi pot accedir fàcilment, però és millor contemplar-ne la magnificència amb una certa perspectiva, per exemple des de la Roca del Dinosaure i, si pot ésser, a la tarda quan el sol ponent la il·lumina frontalment.
L'accés és per la pista que va del cementiri de Teià cap a Sant Mateu (tram senyalitzat com a Meridià verd). Uns 300 metres passada la Roca del Dinosaure hi ha un corriol que es creua amb la pista: a l'esquerra va al refugi i a la dreta a la roca. Coordenades: x=443842 y=4595580 z=337.